# Kåre Hannerz
Kåre Anders Hannerz, född 30 mars 1927 i Luleå, död 9 mars 2012 i Västerås domkyrkoförsamling, var en svensk ingenjör.
Kåre Hannerz var son till Ard Erik och Lisa Hannerz och växte upp i Luleå. Han utbildade sig till civilingenjör i kemi med examen 1949 vid Kungliga Tekniska högskolan i Stockholm och anställdes därefter vid institutionen för fysikalisk kemi. Han var forskningsingenjör på AB Atomenergi i  Stockholm 1953–1954 och arbetade 1954–1956 på Casco. År 1955 blev han teknologie licentiat vid KTH. År 1956 började han arbeta på avdelningen för atomenergi på Asea-Atom i Västerås AB och verkade där till 1992.
Kåre Hannerz hade ett betydande inflytande på utvecklingen av de svenska kärnkraftverken. Han stod bakom idén till värmeverksreaktorn SECURE 1974 och dess vidareutveckling i den elproducerande PIUS. Under 1970-talet utvecklade han metoder för avfallsdeponering.
Han fick 1985 Polhemspriset och 2005 Fysikbjörnen av Stiftelsen Björn Wahlströms fond för sina framstående vetenskapliga insatser inom kärnenergiområdet.
Hannerz gifte sig 1966 med Kerstin Lundquist (1927–2016). De är begravna på Berthåga kyrkogård i Uppsala.